# Jyväskylä Jaguars
I Jyväskylä Jaguars sono una squadra di football americano di Jyväskylä, in Finlandia, fondata nel 1996 come Jyväskylä Jaguaarit.
La formazione maschile milita in II-divisioona, mentre quella femminile ha vinto due volte il titolo nazionale.

## Dettaglio stagioni

### Tornei nazionali

#### Campionato

##### Naisten Vaahteraliiga
| Stagione | regular season | regular season | regular season | regular season | regular season | regular season | playoff | playoff | playoff | playoff | playoff | playoff    | playoff              |
|          | Vin            | Par            | Per            | Tot            | PF             | PS             | Vin     | Per     | Tot     | PF      | PS      | risultato  | avversaria           |
| -------- | -------------- | -------------- | -------------- | -------------- | -------------- | -------------- | ------- | ------- | ------- | ------- | ------- | ---------- | -------------------- |
| 2008     | 2              | 0              | 2              | 4              | 73             | 108            | 0       | 1       | 1       | 0       | 40      | Semifinale | Helsinki Roosters    |
| 2009     | 3              | 0              | 2              | 5              | 216            | 174            | 0       | 1       | 1       | 6       | 52      | Semifinale | Helsinki Lady Demons |
| 2010     | 3              | 0              | 2              | 5              | 184            | 170            | 0       | 1       | 1       | 22      | 73      | Semifinale | Helsinki Lady Demons |
| 2011     | 2              | 0              | 4              | 6              | 42             | 235            | -       | -       | -       | -       | -       | -          | -                    |
| 2012     | 3              | 0              | 5              | 8              | 90             | 193            | -       | -       | -       | -       | -       | -          | -                    |
| 2013     | 3              | 0              | 4              | 7              | 110            | 156            | -       | -       | -       | -       | -       | -          | -                    |
| 2014     | 5              | 0              | 1              | 6              | 116            | 50             | 1       | 1       | 2       | 18      | 52      | Finale     | Helsinki Lady Demons |
| 2015     | 2              | 0              | 5              | 7              | 58             | 234            | -       | -       | -       | -       | -       | -          | -                    |
| 2016     | 0              | 0              | 7              | 7              | 34             | 288            | -       | -       | -       | -       | -       | -          | -                    |
| Totale   | 23             | 0              | 32             | 55             | 923            | 1608           | 1       | 4       | 5       | 46      | 217     |            |                      |

Fonti: Enciclopedia del Football - A cura di Massimo Mezzetti

##### I-divisioona
| Stagione | regular season | regular season | regular season | regular season | regular season | regular season | playoff | playoff | playoff | playoff | playoff | playoff    | playoff             |
|          | Vin            | Par            | Per            | Tot            | PF             | PS             | Vin     | Per     | Tot     | PF      | PS      | risultato  | avversaria          |
| -------- | -------------- | -------------- | -------------- | -------------- | -------------- | -------------- | ------- | ------- | ------- | ------- | ------- | ---------- | ------------------- |
| 2014     | 3              | 0              | 5              | 8              | 195            | 249            | 0       | 1       | 1       | 6       | 56      | Semifinale | Wasa Royals         |
| 2015     | 3              | 0              | 6              | 9              | 162            | 355            | -       | -       | -       | -       | -       | -          | -                   |
| 2016     | 2              | 0              | 6              | 8              | 137            | 273            | 0       | 1       | 1       | 18      | 55      | Semifinale | Helsinki Wolverines |
| 2017     | 2              | 0              | 6              | 8              | 139            | 260            | 0       | 1       | 1       | 0       | 91      | Semifinale | Kuopio Steelers     |
| Totale   | 10             | 0              | 23             | 33             | 633            | 1137           | 0       | 3       | 3       | 24      | 202     |            |                     |

Fonti: Enciclopedia del Football - A cura di Massimo Mezzetti

##### Naisten I-divisioona
| Stagione | regular season | regular season | regular season | regular season | regular season | regular season | playoff | playoff | playoff | playoff | playoff | playoff    | playoff              |
|          | Vin            | Par            | Per            | Tot            | PF             | PS             | Vin     | Per     | Tot     | PF      | PS      | risultato  | avversaria           |
| -------- | -------------- | -------------- | -------------- | -------------- | -------------- | -------------- | ------- | ------- | ------- | ------- | ------- | ---------- | -------------------- |
| 2017     | 3              | 0              | 5              | 8              | 94             | 132            | -       | -       | -       | -       | -       | -          | -                    |
| 2018     | 0              | 0              | 7              | 7              | 6              | 221            | -       | -       | -       | -       | -       | -          | -                    |
| 2019     | 0              | 0              | 6              | 6              | 6              | 254            | -       | -       | -       | -       | -       | -          | -                    |
| 2021     | 0              | 0              | 6              | 6              | 13             | 283            | -       | -       | -       | -       | -       | -          | -                    |
| 2022     | 2              | 0              | 3              | 5              | 81             | 104            | 0       | 1       | 1       | 0       | 24      | Semifinale | Oulu Northern Lights |
| 2023     | 2              | 0              | 4              | 6              | 60             | 86             | -       | -       | -       | -       | -       | -          | -                    |
| 2024     | 2              | 0              | 5              | 7              | 73             | 124            | 0       | 1       | 1       | 6       | 24      | Semifinale | Seinäjoki Crocodiles |
| Totale   | 9              | 0              | 36             | 45             | 333            | 1204           | 0       | 2       | 2       | 6       | 48      |            |                      |

Fonti: Enciclopedia del Football - A cura di Massimo Mezzetti

##### II-divisioona
| Stagione | regular season | regular season | regular season | regular season | regular season | regular season | playoff | playoff | playoff | playoff | playoff | playoff    | playoff                  |
|          | Vin            | Par            | Per            | Tot            | PF             | PS             | Vin     | Per     | Tot     | PF      | PS      | risultato  | avversaria               |
| -------- | -------------- | -------------- | -------------- | -------------- | -------------- | -------------- | ------- | ------- | ------- | ------- | ------- | ---------- | ------------------------ |
| 2003     | 0              | 0              | 8              | 8              | 18             | 286            | -       | -       | -       | -       | -       | -          | -                        |
| 2010     | 2              | 0              | 3              | 6              | 46             | 141            | -       | -       | -       | -       | -       | -          | -                        |
| 2011     | 4              | 0              | 4              | 8              | 123            | 149            | 0       | 1       | 1       | 13      | 19      | Wild Card  | Hyvinkää Falcons         |
| 2012     | 2              | 0              | 4              | 6              | 87             | 167            | -       | -       | -       | -       | -       | -          | -                        |
| 2018     | 4              | 0              | 4              | 8              | 151            | 133            | 0       | 1       | 1       | 7       | 9       | Semifinale | Mikkeli Bouncers         |
| 2019     | 3              | 0              | 3              | 6              | 100            | 129            | 0       | 1       | 1       | 0       | 45      | Wild Card  | Helsinki Wolverines Blue |
| 2020     | 2              | 0              | 2              | 4              | 113            | 75             | -       | -       | -       | -       | -       | -          | -                        |
| 2021     | 5              | 0              | 1              | 6              | 110            | 69             | 0       | 1       | 1       | 0       | 7       | Semifinale | Pirkkala Spartans        |
| 2023     | 3              | 0              | 3              | 6              | 165            | 117            | 0       | 1       | 1       | 0       | 28      | Wild Card  | Kuusankoski Cowboys      |
| 2024     | 8              | 0              | 0              | 8              | 279            | 91             | 1       | 1       | 2       | 24      | 44      | Rautamalja | Sipoo Bulldogs           |
| Totale   | 33             | 0              | 32             | 65             | 1192           | 1357           | 1       | 6       | 7       | 44      | 152     |            |                          |

Fonti: Enciclopedia del Football - A cura di Massimo Mezzetti

##### Naisten II-divisioona
| Stagione | regular season | regular season | regular season | regular season | regular season | regular season | playoff | playoff | playoff | playoff | playoff | playoff     | playoff           |
|          | Vin            | Par            | Per            | Tot            | PF             | PS             | Vin     | Per     | Tot     | PF      | PS      | risultato   | avversaria        |
| -------- | -------------- | -------------- | -------------- | -------------- | -------------- | -------------- | ------- | ------- | ------- | ------- | ------- | ----------- | ----------------- |
| 2020     | 2              | 0              | 0              | 2              | 72             | 14             | 1       | 0       | 1       | 66      | 46      | Campionesse | Helsinki Roosters |
| Totale   | 2              | 0              | 0              | 2              | 72             | 14             | 1       | 0       | 1       | 66      | 46      |             |                   |

Fonti: Enciclopedia del Football - A cura di Massimo Mezzetti

##### III-divisioona (a 7 giocatori)
| Stagione | regular season | regular season | regular season | regular season | regular season | regular season | playoff | playoff | playoff | playoff | playoff | playoff      | playoff     |
|          | Vin            | Par            | Per            | Tot            | PF             | PS             | Vin     | Per     | Tot     | PF      | PS      | risultato    | avversaria  |
| -------- | -------------- | -------------- | -------------- | -------------- | -------------- | -------------- | ------- | ------- | ------- | ------- | ------- | ------------ | ----------- |
| 2022     | 4              | 0              | 2              | 6              | 226            | 114            | 0       | 2       | 2       | 14      | 58      | Quarto posto | Malmi Blaze |
| Totale   | 4              | 0              | 2              | 6              | 226            | 114            | 0       | 2       | 2       | 14      | 58      |              |             |

Fonti: Enciclopedia del Football - A cura di Massimo Mezzetti

##### IV-divisioona
| Stagione | regular season | regular season | regular season | regular season | regular season | regular season | playoff | playoff | playoff | playoff | playoff | playoff      | playoff     |
|          | Vin            | Par            | Per            | Tot            | PF             | PS             | Vin     | Per     | Tot     | PF      | PS      | risultato    | avversaria  |
| -------- | -------------- | -------------- | -------------- | -------------- | -------------- | -------------- | ------- | ------- | ------- | ------- | ------- | ------------ | ----------- |
| 2017     | 2              | 0              | 4              | 6              | 98             | 168            | -       | -       | -       | -       | -       | -            | -           |
| 2018     | 4              | 0              | 2              | 6              | 182            | 74             | 0       | 2       | 2       | 34      | 72      | Quarto posto | Malmi Blaze |
| Totale   | 6              | 0              | 6              | 12             | 280            | 242            | 0       | 2       | 2       | 34      | 72      |              |             |

Fonti: Enciclopedia del Football - A cura di Massimo Mezzetti

### Riepilogo fasi finali disputate
| Anno              | Luogo     | Evento                | Fase del torneo      | Incontro                                     | Risultato |
| 9 agosto 2008     | Helsinki  | Naisten Vaahteraliiga | Semifinale           | Helsinki Roosters - Jyväskylä Jaguars        | 40 - 0    |
| 25 luglio 2009    | Helsinki  | Naisten Vaahteraliiga | Semifinale           | Helsinki Lady Demons - Jyväskylä Jaguars     | 52 - 6    |
| 18 luglio 2010    | Helsinki  | Naisten Vaahteraliiga | Semifinale           | Helsinki Lady Demons - Jyväskylä Jaguars     | 73 - 22   |
| 7 agosto 2011     | Hyvinkää  | II-divisioona         | Wild Card            | Hyvinkää Falcons - Jyväskylä Pirates         | 19 - 13   |
| 14 agosto 2014    | Vaasa     | I-divisioona          | Semifinale           | Wasa Royals - Jyväskylä Jaguaarit            | 56 - 6    |
| 30 agosto 2014    | Jyväskylä | Naisten Vaahteraliiga | Finale               | Jyväskylä Jaguars - Helsinki Lady Demons     | 0 - 40    |
| 14 agosto 2016    | Helsinki  | I-divisioona          | Semifinale           | Helsinki Wolverines - Jyväskylä Jaguaarit    | 55 - 18   |
| 20 agosto 2017    | Kuopio    | I-divisioona          | Semifinale           | Kuopio Steelers - Jyväskylä Jaguaarit        | 91 - 0    |
| 11 agosto 2018    | Mikkeli   | II-divisioona         | Semifinale           | Mikkeli Bouncers - Jyväskylä Jaguaarit       | 9 - 7     |
| 26 agosto 2018    | Helsinki  | IV-divisioona         | Finale 3º - 4º posto | Malmi Blaze - Jyväskylä Pirates              | 32 - 14   |
| 25 agosto 2019    | Helsinki  | II-divisioona         | Wild Card            | Helsinki Wolverines Blue - Jyväskylä Jaguars | 45 - 0    |
| 29 agosto 2020    | Jyväskylä | Naisten II-divisioona | Finale               | Jyväskylä Jaguars - Helsinki Roosters        | 66 - 46   |
| 4 settembre 2021  | Pirkkala  | II-divisioona         | Semifinale           | Pirkkala Spartans - Jyväskylä Jaguars        | 7 - 0     |
| 13 agosto 2022    | Porvoo    | III-divisioona        | Finale 3º - 4º posto | Jyväskylä Jaguars - Malmi Blaze              | 0 - 28    |
| 20 agosto 2022    | Oulu      | Naisten I-divisioona  | Semifinale           | Oulu Northern Lights - Jyväskylä Jaguars     | 24 - 0    |
| 12 agosto 2023    | Pirkkala  | II-divisioona         | Wild Card            | Kuusankoski Cowboys - Jyväskylä Jaguars      | 28 - 0    |
| 1º settembre 2024 | Jyväskylä | II-divisioona         | Rautamalja           | Jyväskylä Jaguars - Sipoo Bulldogs           | 0 - 27    |
| 4 agosto 2024     | Seinäjoki | Naisten I-divisioona  | Semifinale           | Seinäjoki Crocodiles - Jyväskylä Jaguars     | 24 - 6    |

## Palmarès
- 2 Naisten Vaahteraliiga (2000, 2002)
- 2 Spagettimaljan (1999, 2006)
- 1 Naisten I-divisioona (2004)
- 1 II-divisioona (1996)
- 1 Naisten II-divisioona (2020)
- 4 Campionati Under-19 a 11 (2001-2003, 2009)
- 1 Campionato Under-17 a 7 (2016)
- 1 Campionato Under-15 a 7 (2016)